# PLOS Genetics
PLoS Genetics, abgekürzt PLoS Genet., ist eine wissenschaftliche Zeitschrift, die von der Public Library of Science („PLOS“) veröffentlicht wird. Die erste Ausgabe erschien im Juli 2005, sie erscheint monatlich. Veröffentlicht werden Studien, die für ein breites Publikum von Interesse sind und erhebliche Fortschritte im Verständnis von biologischen Prozessen darstellen. Die Themen umfassen Genentdeckung und Genfunktion, Populationsgenetik, Genomprojekte, vergleichende und funktionelle Genomik, medizinische Genetik, Biologie der Erkrankungen, Evolution, Genexpression, komplexe Vererbungsgänge, Chromosomenbiologie und Epigenetik. Die Zeitschrift gewährt einen offenen Zugang zu allen Artikeln. Die Kosten für die Veröffentlichung tragen im Wesentlichen die Autoren.
Der Impact Factor lag im Jahr 2016 bei 6,100. Nach der Statistik des ISI Web of Knowledge wird das Journal mit diesem Impact Factor in der Kategorie Genetik und Vererbung an 16. Stelle von 167 Zeitschriften geführt.
Chefherausgeber sind Greg Barsh (HudsonAlpha Institute of Biotechnology und Stanford University School of Medicine) und Greg Copenhaver (University of North Carolina at Chapel Hill).